# Прусово (Московская область)
Прусово — деревня в Талдомском районе Московской области России, входит в состав сельского поселения Ермолинское. Население — 11 чел. (2010).

## География
Расположена на севере Московской области, в восточной части Талдомского района, примерно в 25 км к востоку от центра города Талдома. Ближайшие населённые пункты — деревни Измайлово, Лозынино и село Николо-Кропотки. Южнее деревни находится участок «Дубненский болотный массив» государственного природного заказника «Журавлиная родина».

## Население
| 1859 | 1888 | 1926 | 2002 | 2006 | 2010 |
| ---- | ---- | ---- | ---- | ---- | ---- |
| 93   | ↗198 | ↘131 | ↘9   | ↘7   | ↗11  |

## История
В «Списке населённых мест» 1862 года — владельческая деревня 2-го стана Калязинского уезда Тверской губернии между Дмитровским и Углицко-Московским трактами, в 57 верстах от уездного города и 20 верстах от становой квартиры, при колодце, с 20 дворами и 93 жителями (46 мужчин, 47 женщин).
По данным 1888 года входила в состав Семёновской волости Калязинского уезда, проживало 198 человек (93 мужчины, 105 женщин).
По материалам Всесоюзной переписи населения 1926 года — деревня Николо-Кропоткинского сельского совета Семёновской волости Ленинского уезда Московской губернии, в 10,7 км от шоссе Углич — Сергиев и 14,9 км от станции Талдом Савёловской железной дороги, проживал 131 житель (54 мужчины, 77 женщин), насчитывалось 31 хозяйство, среди которых 30 крестьянских.
С 1929 года — населённый пункт в составе Ленинского района Кимрского округа Московской области.
Постановлением ЦИК и СНК от 23 июля 1930 года округа как административно-территориальные единицы были ликвидированы. Постановлением Президиума ВЦИК от 27 декабря 1930 года городу Ленинску было возвращено историческое наименование Талдом, а район был переименован в Талдомский.
1930—1963, 1965—1994 гг. — деревня Николо-Кропоткинского сельсовета Талдомского района.
1963—1965 гг. — деревня Николо-Кропоткинского сельсовета Дмитровского укрупнённого сельского района.
1994—2004 гг. — деревня Николо-Кропоткинского сельского округа Талдомского района.
2004—2006 гг. — деревня Ермолинского сельского округа Талдомского района.
С 2006 г. — деревня сельского поселения Ермолинское Талдомского муниципального района Московской области.